# Pónic
Pónic (németül: Punitz, horvátul: Punić) Tobaj településrésze, egykor önálló község Ausztriában, Burgenland tartományban, a Németújvári járásban.

## Fekvése
Németújvártól 8 km-re északra, a Hárs-patak partján, erdők között fekszik.

## Története
A falu területe már ősidők óta lakott. Ezt bizonyítják az északra, az erdőben a "Hünengräber" nevű helyen található ismeretlen eredetű pogány sírok. A "Kirchengraben" nevű erdőrészen a helyiek ősi templom emlékét őrzik. Egykor egy régi harangot találtak itt, mivel azonban építőkövek nem kerültek elő inkább az a valószínű, hogy a harangot egy háborús időszakban, talán 1605-ben vagy 1620-ban rejtették ide.
A települést 1550 körül alapította Batthyány Ferenc, aki 1531-ig a horvát báni tisztséget is betöltötte és aki horvátországi birtokairól a török elől menekülő horvátokat telepített ide. Első írásos említése a németújvári Batthyány-uradalom 1553-as adóösszeírásában történt "Ponytz" alakban. Az összeírás megemlíti, hogy a település házai az utóbbi két évben épültek. Ekkor 15 házat számláltak itt és lakói 12 évre a letelepedés fejében adómentességet kaptak. 1555-ben "Ponych", 1587-ben , 1595-ben és 1599-ben "Ponycz", 1588-ban, 1589-ben és 1608-ban "Ponicz" alakban említik a korabeli források. A horvát „podni” szó völgyben fekvő települést jelöl. 1605-ben a Strém és a Lapincs völgyével együtt Pónicot is elpusztították Bocskai István hadai, majd 1620-ban Bethlen Gábor serege pusztította el. 1662-ben a Batthyány Kristóf és Batthyány Pál közötti birtokmegosztás után a település Batthyány Kristóf birtoka lett. Az 1677-es összeírás szerint néhány magyar kivételével lakói mind horvátok. A falu első tanítója az 1779-ből ismert Josef Kerschbaum volt.
Szent Fábián és Sebestyén tiszteletére szentelt régi római katolikus fatemplomát 1677-ben említik először. Ezt 1739-ben lebontották és 1741-re épült fel a mai templom, melyet Szent Sebestyén tiszteletére szenteltek fel.
Vályi András szerint "PUNITZ. Horvát falu Vas Vármegyében, földes Ura Gr. Batthyáni Uraság, lakosai katolikusok, fekszik Sz. Miklósnak szomszédságában, mellynek filiája, határjának földgye nem igen termékeny, mivel többnyire hegyes; földgyeinek, réttyeinek is az áradások ártalmasak, szőleik jó borokat teremnek, fája, és legelője is van, második osztálybéli."
Fényes Elek szerint „Punicz, horvát falu, Vas vmegyében, a németujvári uradalomban, 432 kath. lak., mészégetéssel szőlőhegygyel.”
Vas vármegye monográfiája szerint „Punicz házainak száma 95, lélekszám 612. Lakosai német- és horvátajkúak, vallásuk r. kath. Postája és távírója Német-Ujvár. Kath. temploma nagyon régi és már a reformáczió előtt fennállott.”
1910-ben 642, túlnyomórészt német lakosa volt. A trianoni békeszerződésig Vas vármegye Németújvári járásához tartozott. 1921-ben Ausztria Burgenland tartományának része lett. 1971-ben Németcsencs, Horvátcsencs, Vasnyúlfalu és Taródcsencs községekkel együtt Tobajhoz csatolták. Az egykor színtiszta horvát faluban ma már csak egy-két idős ember beszéli a horvát nyelvet.

## Nevezetességei
- Szent Sebestyén tiszteletére szentelt római katolikus temploma 1739 és 1741 között épült. 1859-ben leégett, de újjáépítették. 1921-ben renoválták, ekkor készült a mai főoltár is.
- Első világháborús emlékművét 1925-ben amerikai emigránsok adományából építették.
- Határában polgári repülőtér működik.

## Külső hivatkozások
- Tobaj hivatalos oldala[halott link]
- Pónic a dél-burgenlandi települések honlapján
- A pónici repülőtér honlapja
- Várszentmiklós weboldala